# Siegfried Prock
Pour les articles homonymes, voir Prock.
Siegfried Prock, né vers 1902 à Vienne (alors en Autriche-Hongrie) et mort le 29 juin 1944 à Rillieux, fusillé par la Milice française, est une victime de la Shoah.
Le rapport de gendarmerie no 814 de la gendarmerie de Sathonay du 4 novembre 1944, indique son nom et son âge au moment des faits, 42 ans, sans plus de précision.
Attention, au 08 mai 2024 cette tombe a été marquée à l'abandon avec risque de reprise de concession. Alertez ses descendants, sa famille, les gardiens de la mémoire.

## Circonstances du décès

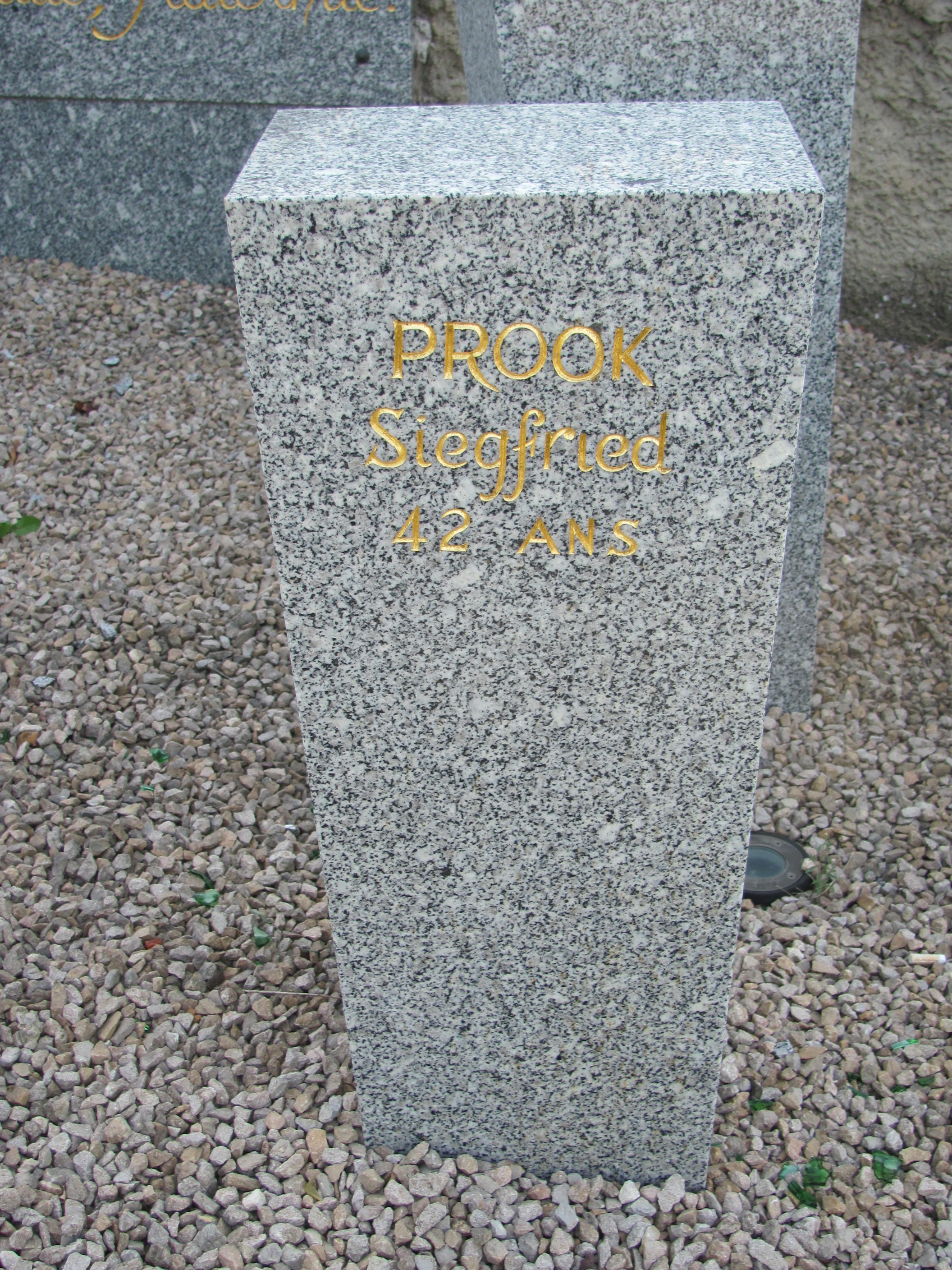
Prock Siegfried, 42 ans
Stèle commémorative au cimetière de Rillieux-la-Pape

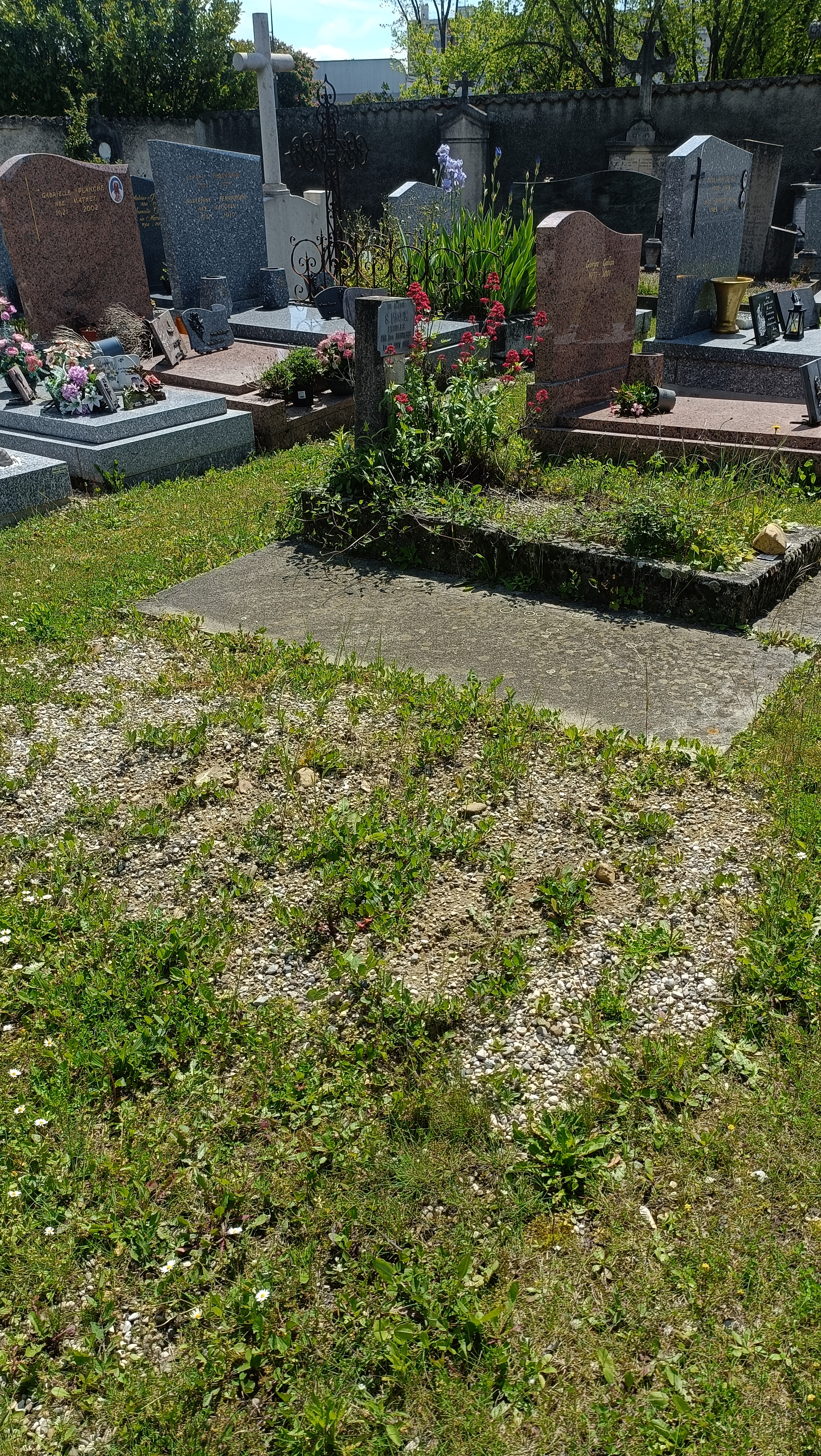
Ancien lieu de sépulture de M Claude Ben Zimra et sépulture de M S Prock

Au cours de la journée du 28 juin 1944, les miliciens Lyonnais arrêtent un certain nombre de personnes juives ensuite incarcérées  impasse Catelin, dans les locaux de la milice, à Lyon.
L'arrestation de Prock intervient à l'hôtel du Helder (rue de Marseille à Lyon : 45° 45′ 07″ N, 4° 50′ 25″ E), où Siegfried Prock se cachait sous une fausse identité.
Ces arrestations constituaient des représailles à l'assassinat du secrétaire d'État à l'Information de Vichy Philippe Henriot, assassiné par des résistants (s'étant fait passer pour des miliciens), à Paris, le 28 juin 1944. 
Le 29 juin 1944 au matin, Henri Gonnet un milicien aux ordres de Touvier, fait sortir sept prisonniers juifs de la cellule, dont Siegfried Prock. Ils sont emmenés dans une camionnette au cimetière de Rillieux où ils sont fusillés vers 5h30 du matin.
Siegfried Prock est enterré dans le cimetière proche du lieu d'exécution ; sur sa tombe (voisine de celle de Claude Ben Zimra), cette épitaphe : « Fusillé par les barbares le 29 juin 1944 ».